# Војтех Братуша
Војтех Братуша (Босанска Градишка, 1. мај 1914. – Београд, 18. септембар 1983.) био је српски сликар и педагог.

## Биографија
Војтех Братуша је дипломирао на Академији ликовних уметности у Београду (1950). Ту је 1952. завршио постдипломске студије код професора Недељка Гвозденовића.
Од 1951. редовно учествовао на скоро свим изложбама УЛУС-а, као и на Првом тријеналу, Октобарском салону 1968. и 1973, са групом „Самостални" у Загребу и Љубљани, Изложби уметника БиХ у Зеници. Сарађивао и излагао са Продајном галеријом у Београду и Модерном галеријом у Ријеци.
Радио је као професор цртања у средњој школи у Београду.

## Самосталне изложбе
- Галерија УЛУС-а у Београду 1953, 1957. и 1974.
- Галерија Дома ЈНА у Београду,  1982.

## Колективне изложбе
- Варшава
- Москва

## Уметнички стил
Братушини први портрети одликују се тамном гамом, да би од средине педесетих прешао на интимистичке ентеријере, мртве природе и пејзаже, приказујући их све до апстракције. Настојао је да чврсту конструкцију слике помири са фовистичким третманом, сликајући вишеслојним пастозним намазима боја оплемењеног звука. Виђено транспонује у синтетички схваћеним формама, често сведеним на лаке и једноставно геометризоване облике. Познат је по интимистичким композицијама инспирисаним музиком, у којима долази до изражаја ритам чистих колористичких површина, у пригушеним тоновима рафиниране палете.
Припадао је најужем кругу београдских сликара-интимиста друге половине XX века.

## Награде
Добитник је награде Савеза ратних војних инвалида Југославије и награде за две композиције на Изложби ликовних педагога СР Србије.